# Голиванов, Владимир Степанович
Владимир Степанович Голиванов (15 марта 1939 — 27 августа 2010) — советский, российский тренер по современному пятиборью. Заслуженный тренер РСФСР и России, мастер спорта по современному пятиборью. Судья Всесоюзной категории, член Федерации современного пятиборья России, неоднократно награждался грамотами спорткомитетов СССР и РСФСР, награждён почетным знаком «За заслуги в развитии Олимпийского движения в России», почетным знаком «За заслуги в развитии физической культуры и спорта», имеет знак «Ветеран спорта РСФСР», награждён Кабинетом Министров РБ почетной грамотой «За развитие национальных видов спорта», в 2004 году присвоено почетное звание «Заслуженный работник физической культуры Республики Башкортостан».

## Биография
Родился 15 марта 1939 года в Армавире, ныне Краснодарский край.
В 1956 году после окончания школы, по комсомольскому призыву, стал шахтер в город Шахты Ростовской области. С 1959 по 1961 годы проходил военную службу в Баку, выступал в различных видах спорта: тяжелой атлетике, гимнастике, борьбе. Именно в армии Владимир познакомился с современным пятиборьем. В 1965 году выполнил норматив «Мастер спорта СССР».
В конце 60-х годов Голиванов переезжает вместе с семьей в Уфу и начинает работать тренером-преподавателем в Республиканской спортивной школе по современному пятиборью, а с 1975 года становится её директором.
Владимир Голиванов был руководителем спортивной школы с 1975 по 1984 годы, и с 1998 до самой смерти в 2010 году. За это время было подготовлено: 2 заслуженных мастера спорта Рустам Сабирхузин, Евдокия Гречишникова; мастер международного класса Светлана Султанова (чемпионка СССР 1991), Евгений Зинковский (чемпион мира 1983), И. Баянов (победитель Кубка Европы 1983), И. Андреев, Рустем Халилов и более 80 мастеров спорта СССР и России.
Скоропостижно скончался 27 августа 2010 года в Уфе.